# ناحیه کریک، شهرستان دویت، ایلینوی
ناحیه کریک (به انگلیسی: Creek Township) یک منطقهٔ مسکونی در ایالات متحده آمریکا است که در شهرستان دویت، ایلینوی واقع شده‌است. ناحیه کریک ۴۷۱ نفر جمعیت دارد و ۲۱۷ متر بالاتر از سطح دریا واقع شده‌است.